# Sascha Gerstner
Sascha Gerstner (Stuttgart, 2 de abril de 1977), é um guitarrista alemão, além de fotógrafo e produtor. Foi guitarrista da banda Freedom Call a partir de 1998, mas decidiu deixar a banda em 2001. Um ano depois, entrou na banda Helloween, desde então tem lançado seguidos trabalhos no grupo.
Atualmente, concilia suas atividades musicais em duas bandas, Palast, com o codinome "Sascha Pace", e Helloween.

## Discografia

### ComFreedom Call
- Stairway To Fairyland (1999)
- Taragon (1999)
- Crystal Empire (2001)

### ComHelloween
- Rabbit Don't Come Easy (2003)
- Keeper of the Seven Keys - The Legacy (2005)
- Gambling with the Devil (2007)
- Unarmed (2009)
- 7 Sinners (2010)
- Straight Out of Hell (2013)
- My God-Given Right (2015)
- Pumpkins United EP (2017)
- Sweet Seductions - Best Of (2017)
- United Forces (2021)
- Helloween[3] (2021)

### ComPalast
- Hush (2016)
- Palast (2017)

### Álbuns ao vivo - Helloween
- The Legacy World Tour 2005/2006 Live in Sao Paulo (2007)
- United Alive & United Alive in Madrid (2019)

### DVDs/Blu-rays
- Keeper Of The Seven Keys - The Legacy: Live On 3 Continents (2007)
- Masters of Rock 2014 (2014)
- Sweet Seductions - Best Of (2017)
- United Alive & United Alive in Madrid (2019)